# Емманюел ван де Блак
Емманюел ван де Блак (нід. Emmanuel van de Blaak, нар. 15 лютого 2005, Лагос, Нігерія) — нідерландський футболіст нігерійського походження, центральний захисник клубу «Йонг ПСВ».

## Ігрова кар'єра

### Клубна
Емман.ел ван де Блак народився у столиці Нігерії — місті Лагос. Займатися футболом він почав вже у Нідерландах. Пройшов через клубну академію «Віллема». У 2020 році футболіст приєднався до молодіжної команди клубу Ередивізі — ПСВ.
У серпні 2021 року ван де Блак дебютував на професійному рівні в складі «Йонг ПСВ». Та в листопаді того року захисник отримав важку травму коліна і вибув з гри до кінця сезону.
В липні 2022 року футболіст підписав з клубом новий контракт до 2025 року. Пізніше, 3 листопада того ж року у матчі Ліги Європи проти норвезького «Буде-Глімт» ван де Блак зіграв першу офіційну гру в основі ПСВ. І став наймолодшим дебютантом в історії клубу після Єтро Віллемса та Закарія Баккалі.

### Збірна
З 2020 року Емманюель ван де Блак захищає кольори юнацьких збірних Нідерландів.